# Bathory (film)
Bathory (ook uitgebracht als Bathory: Countess of Blood) is een historische drama-horrorfilm uit 2008, geschreven en geregisseerd door Juraj Jakubisko. Het filmen begon in december 2005 en de film werd uitgebracht in juli 2008. Het was de eerste Engelstalige film van Jakubisko en een internationale co-productie tussen de cinema van Slowakije, Tsjechië, Hongarije en het Verenigd Koninkrijk.

## Synopsis
Met een onlesbare dorst naar bloed was gravin Elizabeth Bathory een van de meest productieve seriemoordenaars in de geschiedenis. Ze rukte vlees van lichamen en baadde in warm bloed en genoot van een onheilige zoektocht naar onsterfelijkheid terwijl haar land werd verscheurd door een brutale en verwoestende burgeroorlog. Maar naast deze barbaarse gewoonte was Elizabeth een vrouw die haar tijd ver vooruit was. Ze was er heilig van overtuigd dat de rol van de vrouw niet zo ondergeschikt moest zijn aan de man als in die tijd gebruikelijk was.
Bathory's leven werd in de 17e eeuw op grote schaal verteld en is gebaseerd op het waargebeurde verhaal van haar opkomst en ondergang.

## Rolverdeling
- Anna Friel - Gravin Elizabeth Bathory
  - Anicka Jurková - Elizabeth, 9 jr.
  - Katerina Petrovová - Elizabeth, 14 jr.
- Karel Roden - György Thurzó
- Hans Matheson - Merisi/Caravaggio
- Franco Nero - Koning Mathias II van Hongarije
- Vincent Regan - Ferenc Nádasdy
- Deana Horváthová - Darvulia
- Bolek Polívka - Peter de monnik
- Lucie Vondráčková - Lucia
- Jirí Mádl - Neophyte Cyril
- Monika Hilmerová - Erzsébet Czobor
- Andrej Hryc - Dorpsburgemeester
- Antony Byrne - Pastoor Ponicky
- Marek Majeský - Gabriël Báthory
- Míra Nosek - Nikola VI Zrinski
- Marek Vašut - Gabriel Bethlen
- Hana Vagnerová - Margita
- Jana Oľhová - Dora
- Michaela Drotárová - Erika
- Sandra Pogodová - Sára
- Vincenzo Nicoli - Zsigmond Báthory